# Bryan Glacier (glaciär i Antarktis, lat -77,40, long 160,93)
Bryan Glacier är en glaciär i Antarktis. Den ligger i Östantarktis. Nya Zeeland gör anspråk på området. Bryan Glacier ligger 1 727 meter över havet.
Terrängen runt Bryan Glacier är bergig åt nordväst, men åt sydost är den kuperad. Bryan Glacier ligger uppe på en höjd. Trakten är obefolkad. Det finns inga samhällen i närheten. 